# Valeyres-sous-Ursins
Valeyres-sous-Ursins é uma comuna da Suíça, situada no distrito de Jura-Nord Vaudois, no cantão de Vaud. Tem 2,83 km² de área e sua população em 2018 foi estimada em 233 habitantes.